# 금영엔터테인먼트
금영엔터테인먼트(Keumyoung Entertainment)은 대한민국의 음향 디지털 플랫폼 겸 노래방 기기 업체이다. 원래는 1983년에 부산에서 전자오락기를 만들다가 1989년에 법인 설립하여 1991년에 노래방 기기를 만들어서 성공한 업체로서 2016년에 김진갑 회장이 설립했다.

## 역사
- 1983년 남경실업 전자오락기 개발.
- 1989년 (주)금영 설립 등기
- 1991년 가정용 컴퓨터 음악 반주기 런칭
- 1992년 국내 최초의 가정용 및 업소용 노래영상반주기 금영뮤직파트너 출시
- 1996년 5월: 세계 최초의 ROM+CD 육성 반주기 코러스 88 출시
- 1998년 7월: 최초의 HDD 방식 반주기 코러스 300 출시
- 1999년 11월 ~ 2000년 8월: 다이어트 반주기 코러스 1000~3000 출시
- 2001년 3월: DVD 동영상 반주기 코러스 HD 100~300 출시
- 2003년 9월: 인터넷 반주기 뮤젠, 비바우스 출시
- 2017년 12월: 제 1회 KY STAR AWARDS 개최: 2017년을 빛낸 부분별 아티스트 12명 시상
- 2018년: 사명을 금영그룹에서 금영엔터테인먼트로 변경
- 2018년 11월: 제 2회 KY STAR AWARDS 개최: 2018년을 빛낸 부분별 아티스트 50명 시상
- 2019년 1월: KT기가지니 프리미엄 노래방 서비스 런칭
- 2019년 3월:
  - VR노래방 ‘KPOP VR ZON’ 시범서비스 오픈
  - 제 2회 대한민국 혁신대상: 개발혁신대상 수상
- 2020년 11월 3일: 쥬크박스 출시
- 2021년 1월: CI 런칭
- 2021년 3월: 온라인 노래방 KYSING 오픈
- 2021년 4월: 삼성 스마트티비 K-ARAOKE 런칭

## 브랜드

### 뮤직파트너
| 구분   | 제품모델     | 출시        | 단종        | 지원종료   | 비고 |
| ------ | ------------ | ----------- | ----------- | ---------- | ---- |
| 업소용 | MP-3000A     | 1991년 12월 | 1992년 8월  | 1998년 4월 |      |
| 업소용 | MP-3000B     | 1992년 5월  | 1992년 12월 | 1998년 4월 |      |
| 업소용 | MP-3000C     | 1992년 8월  | 1994년 5월  | 1998년 4월 |      |
| 업소용 | MP-3000D     | 1992년 12월 | 1994년 5월  | 1998년 4월 |      |
| 업소용 | MP-9400 깜보 | 1994년 3월  | 1997년 5월  | 2001년 7월 |      |
| 업소용 | MP-9500      | 1995년 3월  | 1995년 8월  | 2001년 7월 |      |
| 업소용 | MP-9500 GOLD | 1995년 8월  | 1996년 5월  | 2001년 7월 |      |
| 업소용 | MP-9600      | 1995년 8월  | 1997년 10월 | 2001년 7월 |      |
| 가정용 | KH-100       | 1994년 4월  | 1996년      | 미상       |      |
| 가정용 | KH-200 깜보  | 1994년 10월 | 1996년      | 미상       |      |
| 가정용 | KH-300       | 1995년 10월 | 1996년      | 미상       |      |

### 코러스
| 제품모델                | 출시        | 단종        | 지원종료    | 비고 |
| ----------------------- | ----------- | ----------- | ----------- | ---- |
| CHORUS 88               | 1996년 5월  | 1997년 12월 | 2004년 4월  |      |
| CHORUS 88-II            | 1997년 3월  | 1997년 12월 | 2004년 4월  |      |
| CHORUS 88-III           | 1997년 12월 | 1998년 7월  | 2004년 4월  |      |
| CHORUS 99               | 1997년 8월  | 1998년 3월  | 2004년 4월  |      |
| CHORUS 99-II            | 1998년 1월  | 1998년 8월  | 2004년 4월  |      |
| CHORUS 100              | 1998년 9월  | 1999년 7월  | 2012년 10월 |      |
| CHORUS 100-II           | 1999년 8월  | 1999년 10월 | 2012년 10월 |      |
| CHORUS 200              | 1998년 11월 | 1999년 7월  | 2012년 10월 |      |
| CHORUS 200-II           | 1999년 8월  | 1999년 10월 | 2012년 10월 |      |
| CHORUS 300              | 1998년 7월  | 1999년 7월  | 2012년 10월 |      |
| CHORUS 300-II           | 1998년 12월 | 1999년 10월 | 2012년 10월 |      |
| CHORUS 300-III          | 1999년 8월  | 1999년 10월 | 2012년 10월 |      |
| CHORUS 300H             | 미상        | 미상        | 2012년 10월 |      |
| CHORUS 1000             | 1999년 11월 | 2001년 3월  | 2012년 10월 |      |
| CHORUS 1500             | 1999년 11월 | 2001년 3월  | 2012년 10월 |      |
| CHORUS 2000             | 1999년 11월 | 2001년 3월  | 2012년 10월 |      |
| CHORUS 3000             | 2000년 8월  | 2001년 3월  | 2012년 10월 |      |
| CHORUS HD 100           | 2001년 3월  | 2003년 2월  | 2012년 10월 |      |
| CHORUS HD 100-II        | 2002년 10월 | 2003년 8월  | 2012년 10월 |      |
| CHORUS HD 100S          | 2001년 3월  | 2003년 2월  | 2012년 10월 |      |
| CHORUS HD 100S-II       | 2002년 10월 | 2003년 8월  | 2012년 10월 |      |
| CHORUS HD 150           | 2002년 10월 | 2003년 2월  | 2012년 10월 |      |
| CHORUS HD 200           | 2001년 3월  | 2003년 2월  | 2012년 10월 |      |
| CHORUS HD 200-II        | 2002년 10월 | 2003년 8월  | 2012년 10월 |      |
| CHORUS HD 300           | 2001년 3월  | 2003년 2월  | 2012년 10월 |      |
| CHORUS HD 300-II        | 2002년 10월 | 2003년 8월  | 2012년 10월 |      |
| CHORUS HD Master 100    | 2001년 8월  | 2003년 2월  | 2012년 10월 |      |
| CHORUS HD Master 100-II | 2002년 10월 | 2003년 8월  | 2012년 10월 |      |
| CHORUS HD Master 200    | 2001년 8월  | 2003년 2월  | 2012년 10월 |      |
| CHORUS HD Master 200-II | 2002년 10월 | 2003년 8월  | 2012년 10월 |      |

### SKY
| 제품모델      | 출시       | 단종        | 지원종료   | 용량  | 네트워크 지원 여부 | 비고 |
| ------------- | ---------- | ----------- | ---------- | ----- | ------------------ | ---- |
| 비바우스 1    | 2003년 9월 | 2005년 7월  | 2025년 1월 | 80GB  | 예                 |      |
| 비바우스 2    | 2005년 7월 | 2007년 1월  | 2025년 1월 | 160GB | 예                 |      |
| 뮤젠 1        | 2003년 9월 | 2005년 3월  | 2025년 1월 | 80GB  | 예                 |      |
| 뮤젠 2        | 2005년 3월 | 2005년 7월  | 2025년 1월 | 120GB | 예                 |      |
| 뮤젠 3        | 2005년 7월 | 2006년 12월 | 2025년 1월 | 160GB | 예                 |      |
| 싱쿠스        | 2004년 5월 | 2005년 7월  | 2025년 1월 | 120GB | 예                 |      |
| 싱쿠스 라이브 | 2005년 7월 | 2006년 12월 | 2025년 1월 | 200GB | 예                 |      |

### 필통
| 제품모델    | 출시        | 단종       | 지원종료   | 용량  | 네트워크 지원 여부 | 비고 |
| ----------- | ----------- | ---------- | ---------- | ----- | ------------------ | ---- |
| 필통 100    | 2007년 1월  | 2007년 8월 | 지원중     | 250GB | 예                 |      |
| 필통 150    | 2007년 8월  | 2008년 1월 | 지원중     | 250GB | 예                 |      |
| 필통 150B   | 2008년 1월  | 2010년     | 지원중     | 250GB | 예                 |      |
| 필통 160    | 2008년 1월  | 2010년     | 지원중     | 250GB | 예                 |      |
| 필통 160N   | 2008년 9월  | 2010년     | 지원중     | 250GB | 예                 |      |
| 필통 200L   | 2007년 1월  | 2007년 8월 | 지원중     | 300GB | 예                 |      |
| 필통 250    | 2007년 8월  | 2008년 1월 | 지원중     | 300GB | 예                 |      |
| 필통 250W   | 2008년 1월  | 미상       | 지원중     | 300GB | 예                 |      |
| 필통 300L   | 2007년 1월  | 2007년 8월 | 2025년 1월 | 300GB | 예                 |      |
| 필통 350    | 2008년 9월  | 2010년     | 지원중     | 320GB | 예                 |      |
| 필통 400    | 2007년 8월  | 2010년     | 2025년 1월 | 300GB | 예                 |      |
| 필통 600    | 2010년 5월  | 2013년     | 지원중     | 500GB | 예                 |      |
| KMS-A50     | 2011년      | 미상       | 지원중     | 500GB | 예                 |      |
| KMS-A100    | 2010년 9월  | 2013년     | 지원중     | 500GB | 예                 |      |
| KMS-A200    | 2011년 11월 | 2014년     | 지원중     | 500GB | 예                 |      |
| KMS-A200BK  | 2012년      | 2014년     | 지원중     | 500GB | 예                 |      |
| KMS-A300    | 2012년      | 2014년     | 지원중     | 500GB | 예                 |      |
| KMS-K90     | 2011년      | 미상       | 지원중     | 500GB | 예                 |      |
| KMS-K95     | 2011년      | 2014년     | 지원중     | 500GB | 예                 |      |
| KMS-K70     | 2013년 7월  | 2016년     | 지원중     | 1TB   | 예                 |      |
| KMS-K70 II  | 2014년 3월  | 2016년     | 지원중     | 1TB   | 예                 |      |
| KMS-K70R    | 2013년 7월  | 2016년     | 지원중     | 1TB   | 예                 |      |
| KMS-K70R II | 2014년 3월  | 2017년     | 지원중     | 1TB   | 예                 |      |
| KMS-K100    | 2013년 3월  | 2016년     | 지원중     | 1TB   | 예                 |      |
| KMS-Q100    | 2014년 10월 | 미상       | 지원중     | 500GB | 예                 |      |
| KMS-Q200    | 2014년 10월 | 미상       | 지원중     | 500GB | 예                 |      |
| KMS-Q250R   | 2014년 10월 | 미상       | 지원중     | 500GB | 예                 |      |
| KMS-Q300    | 2015년 4월  | 미상       | 지원중     | 500GB | 예                 |      |
| KMS-Q500R   | 2018년      | 미상       | 지원중     | 1TB   | 예                 |      |

### LiVEN
| 제품모델 | 출시            | 단종 | 용량  | 네트워크 지원 여부 | 비고 |
| -------- | --------------- | ---- | ----- | ------------------ | ---- |
| KMS-S100 | 2016년 6월 14일 | 미상 | 500GB | 예                 |      |
| KMS-S110 | 2017년 4월      | 미상 | 500GB | 예                 |      |
| KMS-S90  | 2016년 10월 4일 | 미상 | 1TB   | 예                 |      |
| KMS-S90N | 2017년 8월      | 미상 | 500GB | 예                 |      |
| KMS-S90B | 2017년 12월     | 미상 | 500GB | 예                 |      |
| KMS-S70  | 2019년 2월      | 미상 | 128GB | 예                 |      |
| KMS-S300 | 2017년 12월     | 미상 | 500GB | 예                 |      |
| KYG-2121 | 2018년 7월 26일 | 미상 | 1TB   | 예                 |      |
| KMS-S700 | 2020년 11월     | 미상 | 128GB | 예                 |      |
| KMS-S900 | 2020년 11월     | 미상 | 500GB | 예                 |      |

## 서비스센터
- 서울 : 서울특별시 중구 을지로4가 대림상가 4층 458호
- 부산 : 부산광역시 기장군 정관읍 산단 5로 36-18
  - 대리점은 음향 전문 업소

## 참고 사항
- 코러스 HDD 시리즈부터 KYG-2121(오리지널, F)까지는 기기 부팅 후 또는 입실 시 "저희 금영 연주기를 이용해 주셔서 감사합니다. 즐거운 시간 되십시오."라는 멘트가 출력된다.
- 2007년에 시행된 다중이용업소의 안전관리에 관한 특별법에 따라 필통 이상 반주기에서는 부팅 후 또는 입실 시 피난 대피 안내가 출력된다.
- 중국 수출용 반주기에서 북한노래가 수록되어 한국에 등장한 것이 확인되어 논란이 되었다.
- 잡지 〈금영과 좋은친구들〉의 2016년 7월에 창간했으며, 2021년에 〈KY 매거진〉으로 바뀌었다.

## 같이 보기
- TJ미디어
- 엔터미디어